# Шмутцер, Якоб Маттиас
Якоб Маттиас Шмутцер (нем. Jacob Matthias Schmutzer; 3 или 5 апреля 1733, Вена — 2 декабря 1811, там же) — австрийский живописец и график.

## Биография
Родился в 1733 году 3 или 5 апреля в Вене. Получил художественное образование в Вене и Париже, искусство офорта на меди изучал у Иоганна Георга Вилле. В 1766 году художник возвращается в австрийскую столицу, где получает от императрицы Марии-Терезии разрешение на открытие Академии гравюры на меди (Kupferstecher-Akademie), в которой становится директором. Основав школу венского графического мастерства, мастер гравюры по меди воспитал целую плеяду учеников, её прославивших, в частности Иоганна Якобе.
В 1769 году художник издаёт серию цветной графики, точнейшим образом изображавшей представителей различных подразделений кавалерии австрийской армии времён Марии-Терезии — гусар, драгун, кирасиров и других. Позднее эта серия была Иоганном Христианом Брандом воссоздана в картинах — в масляных красках на дереве, и ныне хранится в венском Музее военной истории.
Шмутцер скончался в Вене 2 декабря 1811 года.

## Память
В 1912 году именем художника была названа одна из венских улиц (Schmutzergasse).

## Галерея

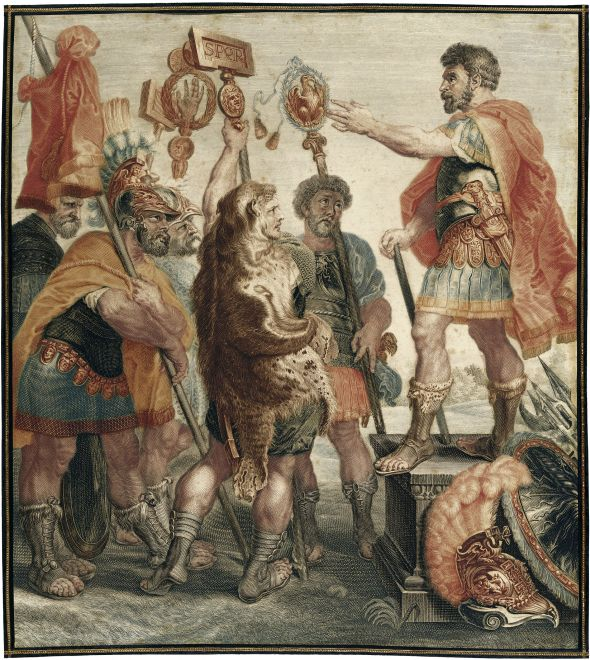
«Деций Мус толкует своим офицерам сон»
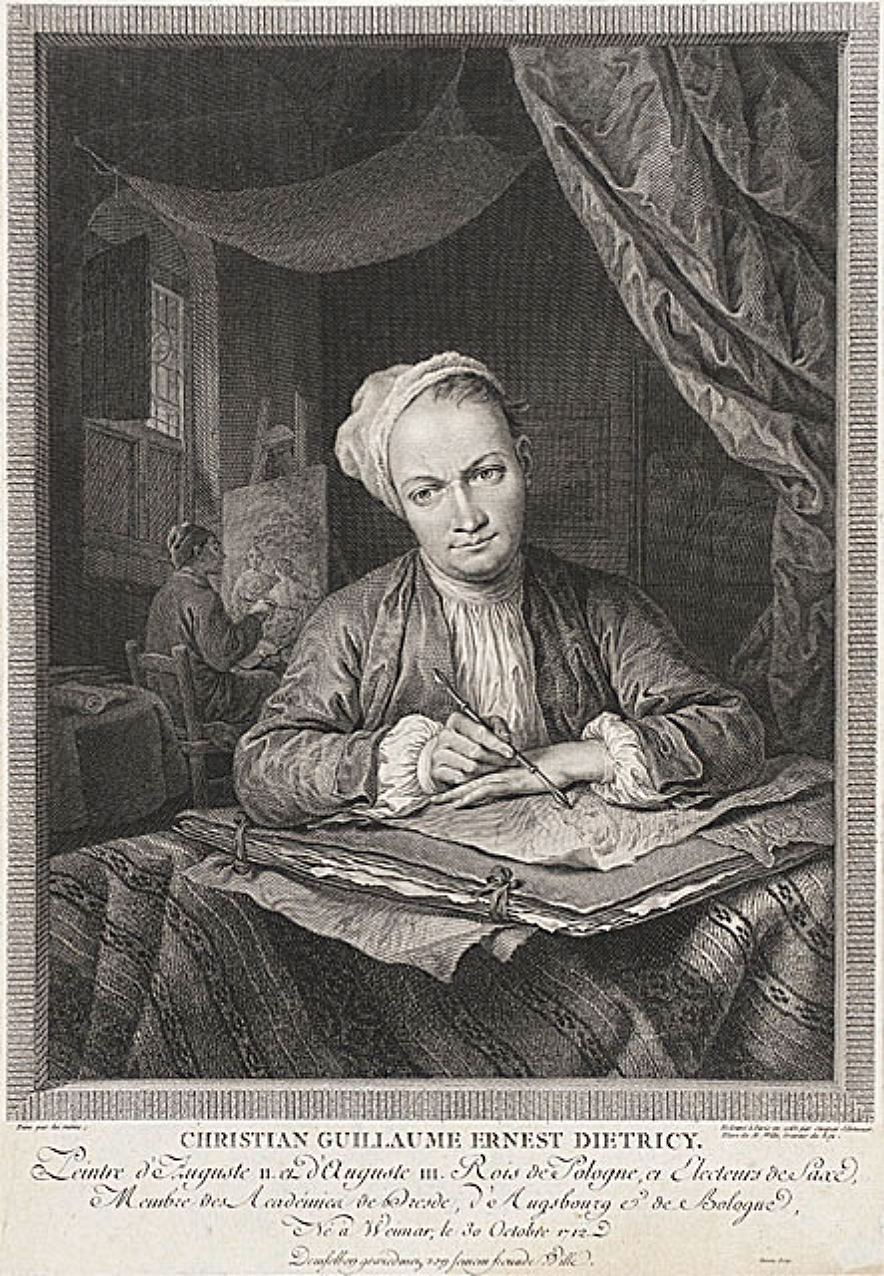
Портрет Христиана Вильгельма Эрнеста Дитриха (1765)
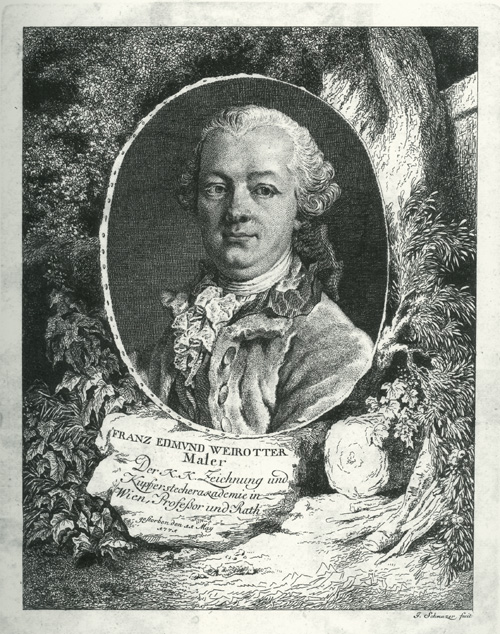
Портрет Франца Эдмунда Вайроттера (1775)